# Robert Koren
Robert Koren (Lubiana, 20 settembre 1980) è un allenatore di calcio ed ex calciatore sloveno, di ruolo centrocampista.
Inizia la carriera professionistica in patria nel Dravograd con cui gioca dal 1996 sino al 2001, anno in cui si trasferisce al Publikum Celje dove militerà per tre stagioni. Nel 2004 passa, fino al 2007, al Lillestrøm in Norvegia per poi trasferirsi in Premier League. Gioca fino al 2010 al West Bromwich Albion ed in seguito all'Hull City fino al 2014. Dopo questa esperienza, si trasferisce in Australia al Melbourne City.
Con la nazionale maggiore Koren, con cui ha militato dal 2003 al 2012, ha disputato 61 gare andando in gol 5 volte. Ha disputato il Mondiale 2010 da capitano della Slovenia, andando in gol nella gara d'esordio contro l'Algeria

## Biografia
Koren è sposato ed ha tre figli, due maschi ed una femmina: Nal, Tia e Nia Koren.

## Caratteristiche tecniche
Robert Koren svolge il ruolo di centrocampista, prediligendo la posizione di trequartista. Può giocare anche come mediano o centrocampista centrale.
Alle volte, viene utilizzato anche come esterno destro di centrocampo. Koren, che è di piede destro, ha inoltre un buon tiro dalla distanza.

## Carriera

### Club
Dopo aver giocato nel campionato nazionale con Dravograd e Publikum Celje, si è trasferito in Norvegia per vestire, per una sola stagione, la divisa del Lillestrøm. Dal 2007 al 2014 ha giocato in Inghilterra, tra le file del West Bromwich e dell'Hull City.

#### Melbourne City
Il 3 agosto 2014, Robert Koren si trasferisce in Australia al Melbourne City nella A-League. Dopo aver saltato le prime 10 partite della stagione per infortunio, il 20 dicembre Koren ha fatto il suo debutto nel derby, entrando in campo da sostituto. Il 30 dicembre, ha siglato una tripletta contro il Newcastle Jets nella sua prima partita da titolare.

### Nazionale
Viene convocato nel 2001 dalla nazionale slovena U21, con cui disputa 12 partite segnando 1 gol.
Dal 2003 al 2012 ha inoltre fatto parte della nazionale slovena, disputando 61 gare e siglando 5 gol.
Segna il suo primo gol in nazionale maggiore il 7 ottobre 2006, nella gara giocata a Celje e vinta 2-0 contro il Lussemburgo valida per le qualificazioni agli Europei 2008.
Durante le qualificazioni ai Mondiali 2010, il 12 agosto 2009, Koren realizza una doppietta nella gara contro San Marino finita 5-0 per gli sloveni. La Slovenia, si qualifica al Mondiale in seguito al doppio spareggio contro la Russia: la prima gara, del 14 novembre, persa 2-1 a Mosca, il ritorno quattro giorni dopo a Maribor terminato 1-0 per i padroni di casa.
Viene inserito il 30 maggio 2010, dal ct Matjaž Kek, nella lista dei 30 pre-convocati per partecipare al Mondiale 2010 che si disputa in Sudafrica. Il 1º giugno, viene confermato nella lista definitiva dei 23 presenti alla kermesse. Per Koren, che è il capitano, si tratta del primo mondiale. Fa il suo esordio nella fase finale di un mondiale, il 13 giugno a Polokwane nella gara contro l'Algeria. In questa stessa gara sigla il gol vittoria, a undici minuti dal termine, con un tiro di destro dal limite dell'area che regala la vittoria alla Slovenia.
Il 13 febbraio 2012 Koren, all'età di 31 anni, decide di ritirarsi dalla nazionale slovena. Koren ha detto: Dopo una lunga e attenta riflessione ho deciso di terminare la mia carriera con la nazionale slovena. È una decisione difficile per me che sono stato orgoglioso di giocare per la Slovenia.

## Statistiche

### Cronologia presenze e reti in nazionale
| Cronologia completa delle presenze e delle reti in nazionale ― Slovenia | Cronologia completa delle presenze e delle reti in nazionale ― Slovenia | Cronologia completa delle presenze e delle reti in nazionale ― Slovenia | Cronologia completa delle presenze e delle reti in nazionale ― Slovenia | Cronologia completa delle presenze e delle reti in nazionale ― Slovenia | Cronologia completa delle presenze e delle reti in nazionale ― Slovenia | Cronologia completa delle presenze e delle reti in nazionale ― Slovenia | Cronologia completa delle presenze e delle reti in nazionale ― Slovenia |
| Data                                                                    | Città                                                                   | In casa                                                                 | Risultato                                                               | Ospiti                                                                  | Competizione                                                            | Reti                                                                    | Note                                                                    |
| ----------------------------------------------------------------------- | ----------------------------------------------------------------------- | ----------------------------------------------------------------------- | ----------------------------------------------------------------------- | ----------------------------------------------------------------------- | ----------------------------------------------------------------------- | ----------------------------------------------------------------------- | ----------------------------------------------------------------------- |
| 2-4-2003                                                                | Lubiana                                                                 | Slovenia                                                                | 4 – 1                                                                   | Cipro                                                                   | Qual. Euro 2004                                                         | -                                                                       | 85’                                                                     |
| 30-4-2003                                                               | Ta' Qali                                                                | Malta                                                                   | 1 – 3                                                                   | Slovenia                                                                | Qual. Euro 2004                                                         | -                                                                       | 78’                                                                     |
| 7-6-2003                                                                | Antalya                                                                 | Israele                                                                 | 0 – 0                                                                   | Slovenia                                                                | Qual. Euro 2004                                                         | -                                                                       | 71’                                                                     |
| 11-10-2003                                                              | Limassol                                                                | Cipro                                                                   | 2 – 2                                                                   | Slovenia                                                                | Qual. Euro 2004                                                         | -                                                                       | 86’                                                                     |
| 18-2-2004                                                               | San Fernando                                                            | Polonia                                                                 | 2 – 0                                                                   | Slovenia                                                                | Amichevole                                                              | -                                                                       | 65’                                                                     |
| 31-3-2004                                                               | Celje                                                                   | Slovenia                                                                | 0 – 1                                                                   | Lettonia                                                                | Amichevole                                                              | -                                                                       | 57’                                                                     |
| 28-4-2004                                                               | Lancy                                                                   | Svizzera                                                                | 2 – 1                                                                   | Slovenia                                                                | Amichevole                                                              | -                                                                       | 46’                                                                     |
| 18-8-2004                                                               | Lubiana                                                                 | Slovenia                                                                | 0 – 0                                                                   | Serbia e Montenegro                                                     | Amichevole                                                              | -                                                                       | 46’                                                                     |
| 4-9-2004                                                                | Celje                                                                   | Slovenia                                                                | 3 – 0                                                                   | Moldavia                                                                | Qual. Mondiali 2006                                                     | -                                                                       | 89’                                                                     |
| 26-3-2005                                                               | Celje                                                                   | Slovenia                                                                | 0 – 1                                                                   | Germania                                                                | Amichevole                                                              | -                                                                       | 46’                                                                     |
| 3-9-2005                                                                | Celje                                                                   | Slovenia                                                                | 2 – 3                                                                   | Norvegia                                                                | Qual. Mondiali 2006                                                     | -                                                                       | 60’                                                                     |
| 7-9-2005                                                                | Chișinău                                                                | Moldavia                                                                | 1 – 2                                                                   | Slovenia                                                                | Qual. Mondiali 2006                                                     | -                                                                       | 53’                                                                     |
| 8-10-2005                                                               | Palermo                                                                 | Italia                                                                  | 1 – 0                                                                   | Slovenia                                                                | Qual. Mondiali 2006                                                     | -                                                                       |                                                                         |
| 12-10-2005                                                              | Celje                                                                   | Slovenia                                                                | 0 – 3                                                                   | Scozia                                                                  | Qual. Mondiali 2006                                                     | -                                                                       |                                                                         |
| 28-2-2006                                                               | Larnaca                                                                 | Cipro                                                                   | 0 – 1                                                                   | Slovenia                                                                | Amichevole                                                              | -                                                                       | 78’                                                                     |
| 1-3-2006                                                                | Larnaca                                                                 | Romania                                                                 | 2 – 0                                                                   | Slovenia                                                                | Amichevole                                                              | -                                                                       | 46’                                                                     |
| 31-5-2006                                                               | Celje                                                                   | Slovenia                                                                | 3 – 1                                                                   | Trinidad e Tobago                                                       | Amichevole                                                              | -                                                                       |                                                                         |
| 15-8-2006                                                               | Celje                                                                   | Slovenia                                                                | 1 – 1                                                                   | Israele                                                                 | Amichevole                                                              | -                                                                       |                                                                         |
| 6-9-2006                                                                | Sofia                                                                   | Bulgaria                                                                | 3 – 0                                                                   | Slovenia                                                                | Qual. Euro 2008                                                         | -                                                                       | 58’ 76’                                                                 |
| 7-10-2006                                                               | Celje                                                                   | Slovenia                                                                | 2 – 0                                                                   | Lussemburgo                                                             | Qual. Euro 2008                                                         | 1                                                                       |                                                                         |
| 11-10-2006                                                              | Minsk                                                                   | Bielorussia                                                             | 4 – 2                                                                   | Slovenia                                                                | Qual. Euro 2008                                                         | -                                                                       |                                                                         |
| 7-2-2007                                                                | Domžale                                                                 | Slovenia                                                                | 1 – 0                                                                   | Estonia                                                                 | Amichevole                                                              | -                                                                       | 46’                                                                     |
| 24-3-2007                                                               | Scutari                                                                 | Albania                                                                 | 0 – 0                                                                   | Slovenia                                                                | Qual. Euro 2008                                                         | -                                                                       |                                                                         |
| 28-3-2007                                                               | Celje                                                                   | Slovenia                                                                | 0 – 1                                                                   | Paesi Bassi                                                             | Qual. Euro 2008                                                         | -                                                                       |                                                                         |
| 2-6-2007                                                                | Celje                                                                   | Slovenia                                                                | 1 – 2                                                                   | Romania                                                                 | Qual. Euro 2008                                                         | -                                                                       | 42’ 53’                                                                 |
| 8-9-2007                                                                | Lussemburgo                                                             | Lussemburgo                                                             | 0 – 3                                                                   | Slovenia                                                                | Qual. Euro 2008                                                         | -                                                                       |                                                                         |
| 12-9-2007                                                               | Celje                                                                   | Slovenia                                                                | 1 – 0                                                                   | Bielorussia                                                             | Qual. Euro 2008                                                         | -                                                                       |                                                                         |
| 13-10-2007                                                              | Celje                                                                   | Slovenia                                                                | 0 – 0                                                                   | Albania                                                                 | Qual. Euro 2008                                                         | -                                                                       |                                                                         |
| 17-10-2007                                                              | Eindhoven                                                               | Paesi Bassi                                                             | 2 – 0                                                                   | Slovenia                                                                | Qual. Euro 2008                                                         | -                                                                       |                                                                         |
| 21-11-2007                                                              | Celje                                                                   | Slovenia                                                                | 0 – 2                                                                   | Bulgaria                                                                | Qual. Euro 2008                                                         | -                                                                       |                                                                         |
| 6-9-2008                                                                | Breslavia                                                               | Polonia                                                                 | 1 – 1                                                                   | Slovenia                                                                | Qual. Mondiali 2010                                                     | -                                                                       | cap. 16’                                                                |
| 10-9-2008                                                               | Maribor                                                                 | Slovenia                                                                | 2 – 1                                                                   | Slovacchia                                                              | Qual. Mondiali 2010                                                     | -                                                                       | cap.                                                                    |
| 11-10-2008                                                              | Maribor                                                                 | Slovenia                                                                | 2 – 0                                                                   | Irlanda del Nord                                                        | Qual. Mondiali 2010                                                     | -                                                                       | cap.                                                                    |
| 15-10-2008                                                              | Teplice                                                                 | Rep. Ceca                                                               | 1 – 0                                                                   | Slovenia                                                                | Qual. Mondiali 2010                                                     | -                                                                       | cap.                                                                    |
| 19-11-2008                                                              | Maribor                                                                 | Slovenia                                                                | 3 – 4                                                                   | Bosnia ed Erzegovina                                                    | Amichevole                                                              | 1                                                                       | cap.                                                                    |
| 11-2-2009                                                               | Genk                                                                    | Belgio                                                                  | 2 – 0                                                                   | Slovenia                                                                | Amichevole                                                              | -                                                                       | cap. 82’                                                                |
| 28-3-2009                                                               | Maribor                                                                 | Slovenia                                                                | 0 – 0                                                                   | Rep. Ceca                                                               | Qual. Mondiali 2010                                                     | -                                                                       | cap.                                                                    |
| 1-4-2009                                                                | Belfast                                                                 | Irlanda del Nord                                                        | 1 – 0                                                                   | Slovenia                                                                | Qual. Mondiali 2010                                                     | -                                                                       | cap.                                                                    |
| 12-8-2009                                                               | Maribor                                                                 | Slovenia                                                                | 5 – 0                                                                   | San Marino                                                              | Qual. Mondiali 2010                                                     | 2                                                                       | cap.                                                                    |
| 5-9-2009                                                                | Londra                                                                  | Inghilterra                                                             | 2 – 1                                                                   | Slovenia                                                                | Amichevole                                                              | -                                                                       | cap.                                                                    |
| 9-9-2009                                                                | Maribor                                                                 | Slovenia                                                                | 3 – 0                                                                   | Polonia                                                                 | Qual. Mondiali 2010                                                     | -                                                                       | cap.                                                                    |
| 10-10-2009                                                              | Bratislava                                                              | Slovacchia                                                              | 0 – 2                                                                   | Slovenia                                                                | Qual. Mondiali 2010                                                     | -                                                                       | cap. 76’                                                                |
| 14-11-2009                                                              | Mosca                                                                   | Russia                                                                  | 2 – 1                                                                   | Slovenia                                                                | Qual. Mondiali 2010                                                     | -                                                                       | Cap.                                                                    |
| 18-11-2009                                                              | Maribor                                                                 | Slovenia                                                                | 1 – 0                                                                   | Russia                                                                  | Qual. Mondiali 2010                                                     | -                                                                       | Cap. 76’                                                                |
| 3-3-2010                                                                | Maribor                                                                 | Slovenia                                                                | 4 – 1                                                                   | Qatar                                                                   | Amichevole                                                              | -                                                                       | Cap.                                                                    |
| 4-6-2010                                                                | Maribor                                                                 | Slovenia                                                                | 3 – 1                                                                   | Nuova Zelanda                                                           | Amichevole                                                              | -                                                                       | Cap.                                                                    |
| 13-6-2010                                                               | Polokwane                                                               | Algeria                                                                 | 0 – 1                                                                   | Slovenia                                                                | Mondiali 2010 - 1º turno                                                | 1                                                                       | Cap.                                                                    |
| 18-6-2010                                                               | Johannesburg                                                            | Stati Uniti                                                             | 2 – 2                                                                   | Slovenia                                                                | Mondiali 2010 - 1º turno                                                | -                                                                       | Cap.                                                                    |
| 23-6-2010                                                               | Port Elizabeth                                                          | Inghilterra                                                             | 1 – 0                                                                   | Slovenia                                                                | Mondiali 2010 - 1º turno                                                | -                                                                       | Cap.                                                                    |
| 11-8-2010                                                               | Lubiana                                                                 | Slovenia                                                                | 2 – 0                                                                   | Australia                                                               | Amichevole                                                              | -                                                                       | Cap.                                                                    |
| 3-9-2010                                                                | Maribor                                                                 | Slovenia                                                                | 0 – 1                                                                   | Irlanda del Nord                                                        | Qual. Euro 2012                                                         | -                                                                       | Cap.                                                                    |
| 7-9-2010                                                                | Belgrado                                                                | Serbia                                                                  | 1 – 1                                                                   | Slovenia                                                                | Qual. Euro 2012                                                         | -                                                                       | Cap.                                                                    |
| 8-10-2010                                                               | Lubiana                                                                 | Slovenia                                                                | 5 – 1                                                                   | Fær Øer                                                                 | Qual. Euro 2012                                                         | -                                                                       | Cap.                                                                    |
| 12-10-2010                                                              | Tallinn                                                                 | Estonia                                                                 | 0 – 1                                                                   | Slovenia                                                                | Qual. Euro 2012                                                         | -                                                                       | Cap.                                                                    |
| 17-11-2010                                                              | Capodistria                                                             | Slovenia                                                                | 1 – 2                                                                   | Georgia                                                                 | Amichevole                                                              | -                                                                       | Cap. 46’                                                                |
| 25-3-2011                                                               | Lubiana                                                                 | Slovenia                                                                | 0 – 1                                                                   | Italia                                                                  | Qual. Euro 2012                                                         | -                                                                       | Cap.                                                                    |
| 29-3-2011                                                               | Belfast                                                                 | Irlanda del Nord                                                        | 0 – 0                                                                   | Slovenia                                                                | Qual. Euro 2012                                                         | -                                                                       | Cap. 34’                                                                |
| 3-6-2011                                                                | Toftir                                                                  | Fær Øer                                                                 | 0 – 2                                                                   | Slovenia                                                                | Qual. Euro 2012                                                         | -                                                                       | Cap.                                                                    |
| 10-8-2011                                                               | Lubiana                                                                 | Slovenia                                                                | 0 – 0                                                                   | Belgio                                                                  | Amichevole                                                              | -                                                                       | Cap.                                                                    |
| 2-9-2011                                                                | Lubiana                                                                 | Slovenia                                                                | 1 – 2                                                                   | Estonia                                                                 | Qual. Euro 2012                                                         | -                                                                       | Cap.                                                                    |
| 6-9-2011                                                                | Firenze                                                                 | Italia                                                                  | 1 – 0                                                                   | Slovenia                                                                | Qual. Euro 2012                                                         | -                                                                       | Cap. 24’                                                                |
| Totale                                                                  |                                                                         | Presenze                                                                | 61                                                                      |                                                                         | Reti                                                                    | 5                                                                       |                                                                         |

## Palmarès

### Club
- Football League Championship: 1

West Bromwich: 2007-2008

### Individuale
- Miglior centrocampista del campionato norvegese: 1

2006
- Calciatore dell'anno dell'Hull City: 1

2011-2012